# Eilif Krogager
Eilif Egon Richard Søndergaard Krogager, född 5 februari 1910 i Øster Nykirke, död 7 januari 1992 i Esbjerg, var en dansk präst och företagschef inom resebyråbranschen.

## Biografi
Efter teol. kand.-examen 1934 var Krogager verksam som präst i Sneum-Tjæreborg i Vestjylland fram till 1972. Under andra världskriget var han tillsammans med hustrun Gorma Haraldstedt aktiv i den danska motståndsrörelsen och tvingades att fly till Sverige.
År 1951 startade han tillsammans med överläraren Peter Ingwersen Nordisk Bustrafik A/S, som erbjöd danska resenärer det som senare blev resebyrån Tjæreborg Rejser A/S och som 1967 ändrades till Tjæreborg Rejser-fonden[källa behövs]. Han utökade 1962 verksamheten med flygbolaget Sterling Airways, som under en period var världens största charterflygbolag, och flygköket Aerochef. Tjæreborg Rejser såldes 1989 till Spies-koncernen och blev slutligen nedlagt 2009.[källa behövs]